# Les Canots
Pour les articles homonymes, voir Canot (homonymie).
Les Canots sont un lieu-dit de l'île de La Réunion, département d'outre-mer français dans le sud-ouest de l'océan Indien. Ils constituent un quartier de la commune de L'Étang-Salé.